# El-Hedi Ben Abd el-Káder
el-Hedi Ben Abd el-Káder (arabul: الهادي بن عبد القادر, klasszikus átírásban: al-Hádi ibn al-Kádir) (1918–2010. február) tunéziai nemzetközi labdarúgó-játékvezető. Polgári foglalkozása hivatásos katona.

## Pályafutása

### Nemzeti játékvezetés
Nemzeti labdarúgó-szövetségének játékvezető bizottsága minősítése alapján lett az Ligue Professionelle játékvezetője. Küldési gyakorlat szerint rendszeres partbírói szolgálatot végzett. Működési idején a legjobb tunéziai játékvezető. A nemzeti játékvezetéstől 1965-ben vonult vissza.

#### Nemzeti kupamérkőzések
Vezetett kupadöntők száma: 1.

##### Tunéziai labdarúgókupa
| Időpont | Helyszín                    | Mérkőzés típusa | Mérkőzés               | Eredmény |
| ------- | --------------------------- | --------------- | ---------------------- | -------- |
| 1965.   | November 7. Stadion, Tunisz | döntő           | Club Africain–AS Marsa | 0 – 0    |

#### Nemzetközi játékvezetés
A Tunéziai labdarúgó-szövetség Játékvezető Bizottsága terjesztette fel nemzetközi játékvezetőnek, a Nemzetközi Labdarúgó-szövetség (FIFA) 1963-tól tartotta nyilván bírói keretében. A FIFA JB központi nyelvei közül a franciát beszélte. Több nemzetek közötti válogatott és klubmérkőzésen közreműködött. A  nemzetközi játékvezetéstől 1965-ben búcsúzott.

#### Afrikai nemzetek kupája
Az 1963-as afrikai nemzetek kupája labdarúgó tornán a CAF JB bíróként foglalkoztatta.
| Időpont           | Helyszín                | Mérkőzés típusa | Mérkőzés     | Eredmény |
| ----------------- | ----------------------- | --------------- | ------------ | -------- |
| 1963. december 1. | Központi Stadion, Accra | döntő           | Ghána–Szudán | 3 – 0    |